# Урушиол
Урушиол — органическая маслянистая смесь токсинов, обнаруженная в растениях семейства Сумаховые, особенно в растениях рода Toxicodendron. Вызывает индуцированную (белок-независимую) аллергическую кожную реакцию при контакте, известную как «урушиоловый контактный дерматит». Токсины представляют собой алкил-замещённые пирокатехины.
Название вещества происходит от японского слова уруси, которое означает лак, производимый в Восточной Азии из сока дерева киуруси (лаковое дерево). При окислении и полимеризации урушиола в соке дерева в присутствии влаги образуется твёрдый лак, используемый для производства традиционных китайских и японских изделий из лака.

## Описание
Урушиол представляет собой жёлтую жидкость с температурой кипения 200-210 °C. Он растворим в спирте и диэтиловом эфире, но практически нерастворим в воде.
Химически урушиол представляет собой смесь нескольких схожих между собой органических соединений. Каждое из них содержит пирокатехин, замещённый алкиловой цепочкой, имеющей 15-17 атомов углерода. Алкильная группа может быть насыщенной или ненасыщенной; урушиоловое масло является смесью насыщенных и ненасыщенных молекул.
Состав смеси варьируется в зависимости от вида растения. В то время как урушиол вида Сумах ядоносный содержит главным образом пирокатехины с C17 боковыми цепочками, плющ ядовитый и сумах ядовитый содержат пирокатехины с C15 боковыми цепочками.
Аллергическая реакция зависит от степени ненасыщенности алкиловых цепочек. Лишь менее половины людей имеют аллергическую реакцию на насыщенный урушиол, однако свыше 90 % реагируют на урушиол, содержащий как минимум две ненасыщенные двойные связи.
|  | R = (CH2)14CH3 или R = (CH2)7CH=CH(CH2)5CH3 или R = (CH2)7CH=CHCH2CH=CH(CH2)2CH3 или R = (CH2)7CH=CHCH2CH=CHCH=CHCH3 или R = (CH2)7CH=CHCH2CH=CHCH2CH=CH2 и другие |